# Statue d'Alexandre Ier à Taganrog

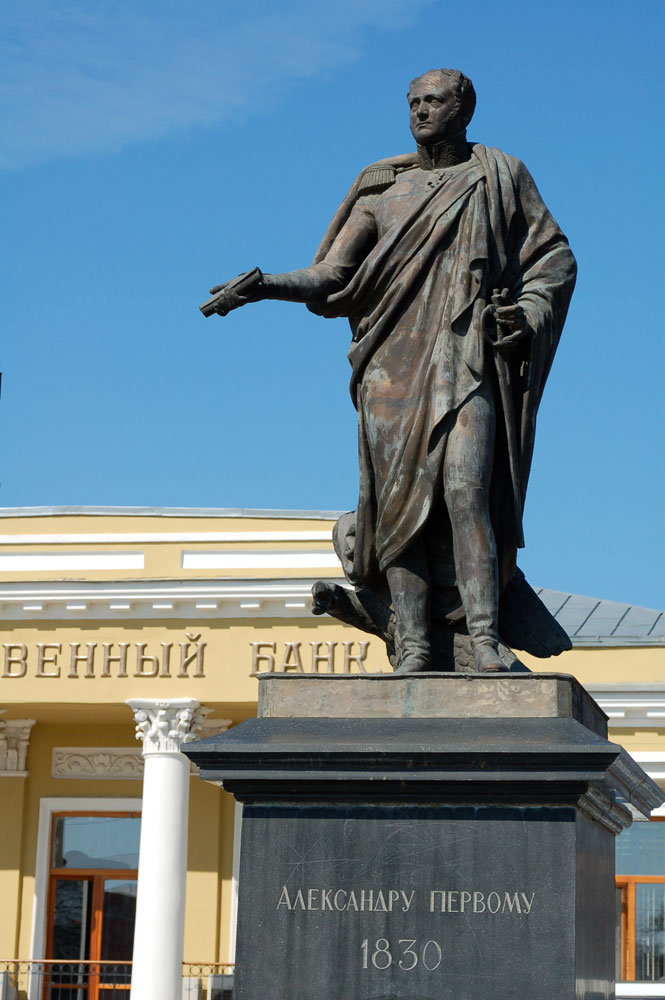
Vue de la statue d'Alexandre en 2007

La statue d'Alexandre Ier a été érigée à l'initiative des habitants de la ville portuaire de Taganrog en Russie en mémoire du séjour et de la mort de l'empereur Alexandre Ier de Russie dans cette ville. Le lieu de l'érection de la statue a été choisi par sa veuve, Élisabeth Alexeïevna en face du monastère grec. La plus grande partie des fonds a été offerte par les membres de la famille impériale et le reste par les habitants de la ville.
Cette statue est l'œuvre du sculpteur Ivan Martos, recteur de l'Académie impériale des beaux-arts de Saint-Pétersbourg, tandis que le projet monumental est celle de l'architecte Avraam Melnikov.
L'empereur est représenté en pied en uniforme de général, drapé dans une toge. Il tient une épée à la main gauche, et un rouleau représentant le code des lois à la main droite. Il écrase d'un pied un serpent symbolisant ses victoires sur Napoléon. Son visage est inspiré d'un portrait de l'empereur, tandis que la sculpture est décorée d'anges rappelant son caractère pieux. Le piédestal de granite est composé de trois parties avec cinq marches. Le monument pèse 1 600 kg.
La cérémonie d'inauguration a lieu le 23 (11) octobre 1831 avec célébration d'une liturgie, bénédiction du monument, salve d'honneur, sonneries des cloches des églises de la ville et illumination nocturne. Une grille de fer forgé est ajoutée en 1837 avec des chaînes pour entourer le monument. Un square entouré de grilles est planté d'arbres tout autour en 1888. Le monument est démonté en 1920 et fondu en 1932.
En 1998, au cours des fêtes du tricentenaire de Taganrog, le monument est reconstruit au même endroit (quai de la Banque) selon ses plans d'origine, mais sans le serpent, ni les anges. Le tout est financé par la Banque de crédit russe. L'inauguration a lieu le 11 septembre 1998 en présence des autorités de la ville et de la garde cosaque locale.
Le modèle originel du monument est conservé au Musée russe de Saint-Pétersbourg. C'est l'unique statue de l'empereur Alexandre qui existe en Russie à ce jour.

## Illustrations

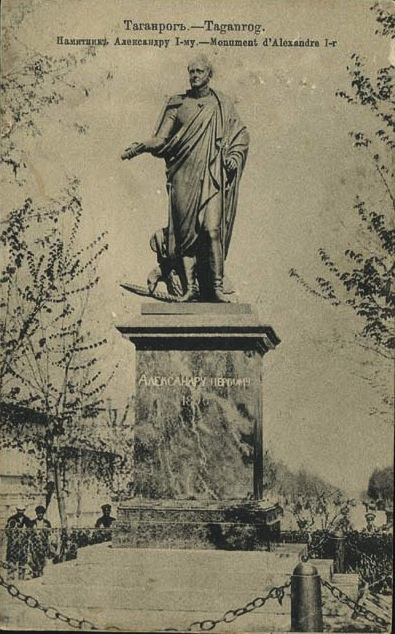
Vue de la statue d'après une carte postale de 1907.
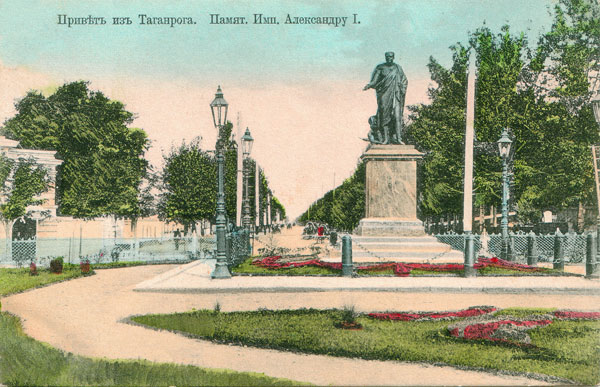
Vue du monument à la fin du XIXe siècle.

## Source
- (ru) Cet article est partiellement ou en totalité issu de l’article de Wikipédia en russe intitulé « Памятник Александру I » (voir la liste des auteurs).